# Gottes Speise

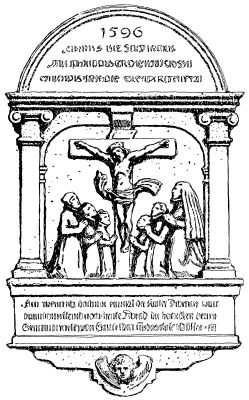
Illustration von Otto Ubbelohde, 1909

Gottes Speise ist die fünfte von zehn Kinderlegenden im Anhang der Kinder- und Hausmärchen der Brüder Grimm (KHM 205; ATU 751G*).

## Inhalt
Eine arme Witwe mit fünf Kindern bittet ihre reiche Schwester um Brot, aber die ist hartherzig und schickt sie weg. Als der Mann der Reichen heimkommt und das Brot anschneidet, fließt Blut heraus. Er erfährt, was geschehen war, und will der Armen helfen, aber findet sie mit den Kindern betend und sterbend. Irdische Speise will sie nicht mehr.

## Herkunft
Die Legende steht ab der 2. Auflage (1819) als Kinderlegende Nr. 5, laut Grimms Anmerkung „aus dem Paderbörnischen“ von Familie Haxthausen. Sie nennen zum Vergleich „ein Lied von zwei unbarmherzigen Schwestern in Brabant“, Deutsche Sagen Nr. 240 Der Frauensand, Wolfs „niederländ. Sagen Nr. 153. 362. 363“, Müllenhoff „S. 145.“ Das Brot ist der Leib Christi (Joh 6,35 ). Ältere Exempel waren Hostienwunder, das Brot wird zu Stein, die Arme und ihre Kinder gerettet, die Geizige bestraft. Zu „Die steinreiche war auch steinhart“ vgl. Gedanken, Bemerkungen und Witzworte August von Kotzebues (1819): „Wer steinreich wird, wird oft steinhart“. In Grimms Nachlass fand sich ein Manuskript mit ähnlichen Schluss, wobei drei Schwestern vergessen, der kranken jüngsten Essen zu bringen. Vgl. KHM 204 Armut und Demut führen zum Himmel, KHM 143a Die Kinder in Hungersnot.

## Liedfassung
Die Legende wird auch als Lied überliefert mit folgendem Text:
Es war'n einmal zwei Schwestern.

Die eine war jung und schön.

{\displaystyle \mid :} Die and're war 'ne Witwe

Und hatte fünf Kinderlein. {\displaystyle :\mid }

Da ging die arme Schwester

Und machte sich auf den Weg

{\displaystyle \mid :} Zu ihrer reichen Schwester,

Die sie in Seide fand. {\displaystyle :\mid }

„Ach, Schwester, liebste Schwester,

Hast du nicht ein Stückchen Brot

{\displaystyle \mid :} Für meine lieben Kleinen,

Damit sie nicht leiden Not.“ {\displaystyle :\mid }

„Ach, Schwester, liebste Schwester,

Mein Mann ist noch nicht zuhaus'

{\displaystyle \mid :} Und, ohne ihn zu fragen,

Geb' ich kein Brot heraus.“ {\displaystyle :\mid }

Da ging die arme Schwester

Und machte sich auf den Weg

{\displaystyle \mid :} Zu ihren lieben Kleinen,

Die sie in Hunger fand. {\displaystyle :\mid }

Und als der Mann nach Hause kam,

Das Messer so rot wie Blut.

{\displaystyle \mid :} Das Brot so hart wie Stein,

Das Messer so rot wie Blut. {\displaystyle :\mid }

Da ging die reiche Schwester

Und machte sich auf den Weg

{\displaystyle \mid :} Zu ihrer armen Schwester,

Die sie in Trauer fand. {\displaystyle :\mid }

„Ach, Schwester, liebste Schwester,

Hier hast du ein Stückchen Brot

{\displaystyle \mid :} Für deine lieben Kleinen,

Damit sie nicht leiden Not.“ {\displaystyle :\mid }

„Ach, Schwester, liebste Schwester,

Meine Kinder sind alle schon tot.

{\displaystyle \mid :} Der Herr hat sie genommen,

Damit sie nicht leiden Not.“ {\displaystyle :\mid }